# Ptychogonimus megastomus
Ptychogonimus megastomus är en plattmaskart. Ptychogonimus megastomus ingår i släktet Ptychogonimus och familjen Ptychogonimidae. Inga underarter finns listade i Catalogue of Life.